# Paul Emile Johns
Paul Emile Johns, né vers 1798 à Cracovie et mort le 10 août 1860 à Paris, est un compositeur, pianiste et organiste ayant beaucoup travaillé à La Nouvelle-Orléans.

## Biographie
Il est le fils du graveur Friedrich John (1769-1843) et de Barbara Tcheszka. D'après les registres d'immigration américains, on peut estimer sa naissance entre 1798 et 1800. Il a probablement effectué ses études à Vienne.
Il déménage ensuite à La Nouvelle-Orléans en 1818. Il y est connu pour avoir été le premier interprète de Beethoven en 1819 en jouant un concerto pour piano. Le second enregistrement de Beethoven aux États-Unis n'eut lieu qu'en 1842 à Boston.
Un élément atteste de son talent de musicien : en moins d'une semaine, il joue le 2e concerto pour piano de Jan Ladislav Dussek le 2 février 1824 puis le 3e concerto pour piano de Daniel Steibelt le 4 février 1824.
Visiteur régulier de Paris, il se lie d'amitié avec Chopin qui lui dédie ses mazurkas Opus 7, publiés en novembre 1832. Ce n'est qu'en 1972 qu'on identifie Paul Emile Johns comme étant le dédicataire de ses mazurkas. C'est Camille Pleyel qui introduit Johns auprès de Chopin probablement en 1832, en effet, à cette époque Chopin réfléchit à émigrer aux États-Unis. Chopin décrit d'ailleurs Johns comme un « amateur éclairé de La Nouvelle-Orléans » à Ferdinand Hiller.
Il compose l'Album Louisianaise : Hommage aux Dames de la Nouvelle Orléans, co-édité avec Pleyel à Paris, il paraît entre 1831 et 1834. Il comprend six romances (chacune dédiée à une dame de la Nouvelle-Orléans), une valse et une polonaise.
En mai 1833, Johns achète son premier esclave auprès du compositeur George Manouvrier : Reuben, un jeune garçon de 14 ans,.

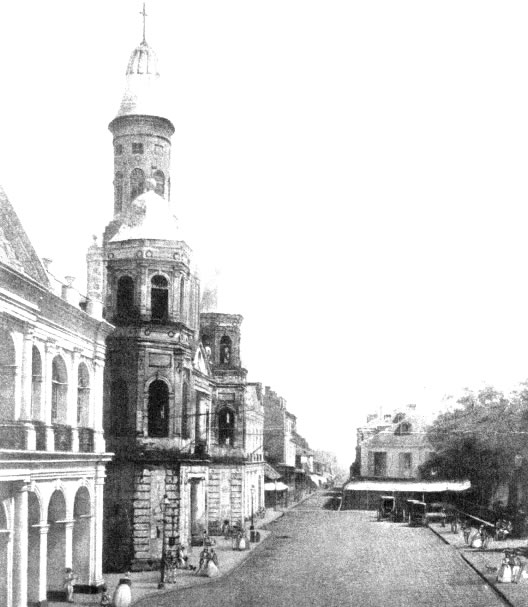
Chartres Street à La Nouvelle-Orléans en 1842 (cathédrale Saint-Louis).

On connait de sa composition Grand Military March for Orchestra, The Warlike Symphony et l'opéra-comique en un seul acte The Military Stay mais il semble que toutes ces œuvres aient disparu, probablement à cause d'un incendie au bureau de Johns, situé 89 Chartres Street à La Nouvelle-Orléans. Il est également connu pour ses interprétations de Chopin. D'ailleurs, plus tard, dans plusieurs villes américaines et canadiennes, on comparera les pianistes interprétant Chopin à Johns. Henri Kowalski évoque d'ailleurs le fait qu'il est critiqué après un concert car son interprétation de Chopin était très différente de celle de Johns,.
En 1834, il crée une maison d'édition spécialisée dans la musique. En 1846, il vend sa maison d'édition à William T. Mayo qui la vend ensuite à Philip Werlein (en) en 1854. Dans les années 1840, il devient marchand de coton. Il est également l'organiste de la cathédrale Saint-Louis de La Nouvelle-Orléans.
Il meurt à Paris le 10 août 1860. A la fin de sa vie, il était consul de Russie à La Nouvelle-Orléans.

## Vie privée
En 1833, sa première épouse décède. En 1836, il se marie en secondes noces avec Jeanne Emma Favre d'Aunoy. Il est le père de cinq filles et trois garçons dont un par adoption. Son fils aîné Albert Johns est fait prisonnier en 1862 lors la prise de La Nouvelle-Orléans par l'Union. Sa fille Lina naît en 1848 à La Nouvelle-Orléans, elle se marie en juin 1870 avec Robert Griesinger, un employé ambitieux de l'industrie du coton de 7 ans son aîné. Ils ont un fils : Adolf Griesinger, père de l'officier nazi Robert Griesinger. En cas de décès, Paul Emile Johns avait désigné August Reichard comme tuteur pour Lina, celui-ci possédait cinq esclaves.
Jeanne Emma décède en 1851 et il se marie en troisièmes noces avec Marie Celeste Rose d'Aunoy en 1852.

## Distinction
- Chevalier de l'ordre de Sainte-Anne[10].